# Primordiales Nuklid
Ein Radionuklid bezeichnet man als primordial (gelesen: "prim-ordial", lat. „von erster Ordnung“), wenn es schon bei der Entstehung der Erde vorhanden war und noch nicht vollständig zerfallen ist. Es kommt daher in der Natur vor, ohne dass es durch natürliche oder technische Prozesse nachgeliefert wurde. Die Bezeichnung „primordiales Radionuklid“ wird meist zu „primordiales Nuklid“ verkürzt.
Unter Annahme eines Erdalters von 4,6 Milliarden Jahren muss die Halbwertszeit eines Nuklids oberhalb von 50 Millionen Jahre liegen, damit überhaupt eine Chance eines Nachweises besteht.
Damit kommen maximal 288 Nuklide in Frage. Nach aktuellem Kenntnisstand teilen sich diese in 253 stabile und in 35 primordiale auf. Die nach fallenden Halbwertszeiten geordnete Liste endet mit
- Platin-190 (650 Mrd. Jahre, 99,5%),
- Samarium-147 (106 Mrd. Jahre, 97%),
- Lanthan-138 (105 Mrd. Jahre, 97%),
- Rubidium-87 (49 Mrd. Jahre, 94%),
- Rhenium-187 (41 Mrd. Jahre, 93%),
- Lutetium-176 (38 Mrd. Jahre, 92%),
- Thorium-232 (14 Mrd. Jahre, 80%),
- Uran-238 (4,47 Mrd. Jahre, 49%),
- Kalium-40 (1,25 Mrd. Jahre, 7,8%),
- Uran-235 (704 Mio. Jahre, 1,08%),
- Plutonium-244 (80 Mio. Jahre, 5 · 10−16%).

Die Prozentzahlen geben hierbei den Anteil an, der nach 4,6 Milliarden Jahren von ursprünglich 100 % noch vorhanden ist. Das Plutoniumisotop 244Pu (Halbwertszeit 80 Mio. Jahre) konnte 1971 mit dem Verfahren der Massenspektrometrie als Radionuklid nachgewiesen werden. Seine Halbwertszeit ist im Erdalter schon über 57 mal abgelaufen, es wäre damit das vergänglichste primordiale Nuklid. Seine ursprüngliche Konzentration war ca. 1,5 · 1017 mal so hoch wie heute. Sein Massenanteil in einigen Erzen liegt bei 10−18. Spätere Messungen mit empfindlicheren Methoden wiesen allerdings in den gleichen Proben keine Spuren von 244Pu nach.
Die primordialen Nuklide sind meist mit anderen, zum Teil stabilen Isotopen des gleichen Elements vermischt. Weitere wichtige primordiale Nuklide außer den oben bereits genannten sind z. B. 190Pt, 204Pb, 209Bi und 40K. Letzteres – in allen lebenden Organismen enthalten – hat eine Halbwertszeit von 1,28 Milliarden Jahren.
Die Abgrenzung zwischen stabilen und primordialen (Radio-)Nukliden ist wegen der langen Halbwertszeiten schwierig. Für einige theoretisch instabile Nuklide konnte der Zerfall experimentell noch nicht nachgewiesen werden. Ein Beispiel ist das metastabile Nuklid 180mTa, dessen Zerfall in den Grundzustand 180Ta noch nicht beobachtet werden konnte. Die längsten beobachteten Halbwertszeiten liegen im Bereich von Quadrillionen Jahren (128Te mit 7,2 · 1024 a).
Bei einigen primordialen Nukliden – insbesondere 235U, 238U und 232Th – ist das Zerfallsprodukt („Tochternuklid“) nicht stabil, sondern ebenfalls radioaktiv. Bei den vorgenannten Nukliden ist dies über mehrere Generationen von Tochternukliden der Fall. Haben, wie bei den vorgenannten Nukliden, die Tochternuklide kürzere Halbwertszeiten als das Ausgangsnuklid, dann stellt sich nach längerer Zeit ein säkulares Gleichgewicht ein, bei dem die Aktivität der Tochternuklide gleich der Aktivität der Mutternuklide ist. In ungestörten Gesteinen, die Uran oder Thorium enthalten, sind daher immer auch alle Tochternuklide der Uran-Radium- und Uran-Actinium-Zerfallsreihen bzw. der Thorium-Zerfallsreihe enthalten. Dies führt dazu, dass reiche Uranerze stärker radioaktiv sind als reines Uran. Dieser Sachverhalt fiel Marie Curie und ihrem Mann Pierre auf, als sie (damals bereits verfügbare) Uransalzlösungen mit Pechblende aus dem Erzgebirge verglichen. Dies führte die beiden zu dem korrekten Schluss, dass in Pechblende weitere radioaktive Elemente enthalten sein müssen. Es gelang den Curies eines dieser Elemente (Radium) erstmals nachzuweisen, wofür sie mit dem Nobelpreis ausgezeichnet wurden.
In manchen Nuklidkarten sind die primordialen Radionuklide besonders gekennzeichnet, z. B. in der Karlsruher Nuklidkarte durch einen schwarzen Balken oben in ihrem farbigen Feld.
Die langlebigsten primordialen Nuklide sind solche, die sich nur durch den seltenen Prozess des doppelten Betazerfalls umwandeln können, während der einfache Betazerfall bei ihnen nicht möglich ist. „Rekordhalter“ ist das erwähnte Tellur-128 mit der Halbwertszeit von 7,2 · 1024 Jahren (siehe Liste der Isotope/Ordnungszahl 51 bis Ordnungszahl 60); dies ist das etwa 520-Billionen-fache des Alters des Universums.
Praktische Bedeutung – in technischer Hinsicht oder als Teil der natürlichen Belastung durch terrestrische Strahlung – haben Thorium-232, Uran-238, Uran-235 und Kalium-40. Die Radioaktivität längerlebiger Nuklide ist außerhalb akademischer Betrachtungen und extrem sensibler Messungen bedeutungslos. Kürzerlebige primordiale Nuklide sind nicht mehr in relevanten Mengen auf Erden zu finden.